# Håkon Galen
Håkon Galen, Håkon Folkvidsson Galen, (* um 1170; † 1214 in Bergen) war ein norwegischer Jarl.
Seine Eltern waren der Lagmann in Värmland Folkvid (erwähnt 1181–1184) und seine Frau Cecilia Sigurdsdatter (um 1150/55 – nach 1185).
Im Winter 1205 heiratete er Kristin Nilsdotter († 1254), Tochter von Nils Blaka und seiner Frau Katarina Eriksdotter. Er war der Enkel von Sigurd Munn (1133–1155) und der Neffe von König Sverre Sigurdsson (um 1150–1202), Halbbruder von Inge Bårdsson († 1217) und Vater von Jarl Knut Håkonsson (um. 1206–1261), einem norwegisch-schwedischen Gegenkönig.
Håkon Galen war ein halbes Jahr Regent von Norwegen für den noch minderjährigen König Guttorm Sigurdsson. Er war auch Thronanwärter nach dessen Tod, musste aber hinter seinem Halbbruder Inge Bårdsson zurückstehen. Er hatte den Ruf eines tüchtigen militärischen Anführers, aber sein Beiname „Galen“ (der Verrückte) deutet darauf hin, dass seine Zeitgenossen ihn für beratungsresistent und unbeherrscht ansahen. Er wird erstmals im Hirð König Sverre Sigurdsson genannt. Er nahm an den Kämpfen gegen die Bagler und die Øyskjeggene auf Seiten der Birkebeiner teil. Welche besondere Rolle er unter König Sverre und seinem Nachfolger Håkon Sverresson gespielt hat, ist den Quellen nicht zu entnehmen. Aber als dessen Neffe Guttorm Sigurdsson 1204 König wurde, wurde Håkon Galen Jarl und Reichsverweser als Vormund für den vierjährigen Guttorm. Das führte zu einer Machtverschiebung zu Håkon und seinen Anhängern hin. Als die Bagler dies erfuhren, gingen sie davon aus, dass die Birkebeiner ihnen nun härter zusetzen würden, und viele gingen außer Landes.
Unter dem Baglerkönig Erling Steinvegg erhob sich ein neuer Aufstand. Während Håkon gegen diesen Aufstand mobilmachte, starb König Guttorm im August 1204. Die meisten Häuptlinge der Birkebeiner wünschten sich Håkon zum Nachfolger. Dagegen regte sich aber großer Widerstand. Als Håkon Sverreson am 1. Januar 1204 starb, hielt sich das Gerücht, er sei vergiftet worden und dessen schwedische Stiefmutter Königin Margrete stecke dahinter. Für den Tod Guttorms wurde die Nichte der Königin Kristin verdächtigt. Håkon Galen hatte ein nahes Verhältnis zu den beiden. Er hatte der Königin nach Håkon Sverressons Tod geholfen, zurück nach Schweden zu gelangen, und er heiratete Kristin kurz nach Guttorms Tod. Der Erzbischof sprach sich gegen eine Wahl Håkon Galens aus, wobei er das nahe Verhältnis zwischen Håkon und Kristin hervorhob, die eine Enkelin des schwedischen Königs Erik des Heiligen war. Der königliche Gefolgschaftsadel wollte aber Håkon wegen seiner militärischen Qualitäten haben. Die Bauernaristokratie dagegen wollte keinen König aus götischem Geschlecht. Die Auseinandersetzung endete damit, dass sein Halbbruder Inge Bårdsson König wurde, Håkon aber Jarl und Häuptling über das Heer wurde und die halben Königseinkünfte erhielt.
Nach Erlings Tod 1207 und dem Frieden von Kvitsøy 1208 zwischen Erlings Nachfolger Philipp Simonsson, König Inge und Håkan Galen erhielt dieser das Gebiet nördlich von Dovre westlich des Langfjells. Das genügte ihm aber nicht. Er wollte auch den Königstitel. Dem trat König Inge energisch entgegen. Die Kirche vermittelte erneut, und es kam zum 1212 Vergleich, dass derjenige von beiden, der den anderen überlebe, dessen Reich erben sollte. Danach sollten dessen eheliche Erben König werden. Zu der Zeit hatte nur Håkon einen ehelichen Sohn, Knut. Die Spannungen zwischen beiden blieben, und Håkon wurde verdächtigt, die Bauern von Trøndelag 1213 zum Aufstand gegen Inge angestiftet zu haben.
Håkon Galen starb 1214, und seine Witwe Kristin Nilsdotter nahm ihren Sohn Knut mit nach Schweden und heiratete dort wenig später den Lagmann Eskil Magnusson, ein Bruder von Birger Jarl.